# Darwha
Darwha là một thành phố và là nơi đặt hội đồng đô thị (municipal council) của quận Yavatmal thuộc bang Maharashtra, Ấn Độ.

## Địa lý
Darwha có vị trí 20°19′B 77°46′Đ / 20,32°B 77,77°Đ Nó có độ cao trung bình là 355 mét (1164 feet).

## Nhân khẩu
Theo điều tra dân số năm 2001 của Ấn Độ, Darwha có dân số 23.360 người. Phái nam chiếm 52% tổng số dân và phái nữ chiếm 48%. Darwha có tỷ lệ 80% biết đọc biết viết, cao hơn tỷ lệ trung bình toàn quốc là 59,5%: tỷ lệ cho phái nam là 83%, và tỷ lệ cho phái nữ là 76%. Tại Darwha, 13% dân số nhỏ hơn 6 tuổi.